# Windows Explorer
Windows Explorer（ウィンドウズ エクスプローラ）とは、Microsoft Windowsにおいて、ファイルシステムにアクセスするために使われるグラフィカルユーザインタフェースのファイル管理ソフトである。
Windows 3.xまでのファイルマネージャとプログラムマネージャを、Windows 95とWindows NT 4.0以降で置き換えた。単にエクスプローラ、Explorerと表記されることが多い。
Windowsの日本語環境ではエクスプローラーの表記だが、Internet Explorerとの区別のため本稿ではWindows Explorerの記事名を用いる。

## 概要
Windowsのシェルとしてタスクバーやデスクトップ環境などの画面表示用インタフェース（シェル）を提供するソフトウェアである。標準設定ではWindowsの起動と共にエクスプローラーは起動し、デスクトップの表示やアプリケーションの起動、データファイルを関連づけられたアプリケーションで起動する、再起動、シャットダウンの指示等の手段を提供している。Windowsとしてはエクスプローラーはシェルの中の一つという考えのため、レジストリの書き換えでエクスプローラー以外のシェルを起動することも可能である。
しかし、一般的にWindows XP以前のユーザにとってエクスプローラと言えばフォルダツリーが左側に表示されたフォルダの表示されたウィンドウが表示されるWindowsのファイル管理機能を指すことが多い。そのウィンドウのタイトルが「（フォルダ名） - エクスプローラ」となっていることや、スタートメニューの中にそれを起動させる「エクスプローラ」という項目が存在し、それはExplorer.exeへのショートカットになっているためである(「エクスプローラーで開くか、マイコンピュータから開くか？という質問も出来たほどこの考えは認知されている。ただし、両者とも当然Windows Explorerが動作している。)。
エクスプローラのウィンドウは複数のペイン（小窓）に分割され、通常は左端に表示されるペインはWindows XP以前ではエクスプローラ バーと呼ばれる。フォルダのツリー構造のほか、ファイル検索機能、Internet Explorerの履歴やお気に入りを表示することもできる。

## Windows ExplorerとInternet Explorer
Internet Explorerバージョン4.0以降を統合インストールしたWindows 95とWindows 98以降のバージョンから、Internet Explorer 6を搭載したWindows XPまではWindows ExplorerとInternet Explorerが同じようにOLEを使用するので同じ操作を行えるようになっている。具体的には、Windows Explorerのフォルダ表示のウィンドウでURLを入力するとWWWやFTPにアクセスできたり、逆にInternet Explorerで自分のコンピュータのフォルダへのパスを指定してそのフォルダを表示させることもできるのである。
このことから両者は同一のプログラムであると思われることがあるが、両者は依然として別のプログラムである。たとえばタスクバーはWindows Explorerの機能であるため、何らかの原因でWindows Explorerだけが終了しタスクバーが消えたとき、Internet Explorerを起動してもタスクバーは表示されず、Windows Explorerを起動させないとタスクバーは表示されない。このことからWindows ExplorerとInternet Explorerは全く同じものではないことがわかる。
Internet Explorer 7以降ではこの機能は削除され、Windows ExplorerでURLを入力すると「既定のブラウザー」として設定されたウェブブラウザ(Internet ExplorerやMicrosoft Edgeなど自社製品に限らない)のウィンドウが新たに開き、Internet Explorerでフォルダへのパスを指定するとWindows Explorerのウィンドウが新たに開くようになった。

### アクティブ デスクトップ
Windows 95以降にInternet Explorer バージョン4から6を導入することによりアクティブ デスクトップという機能がエクスプローラ に統合される。IE4～6が標準搭載されたWindows 98～XPはアクティブ デスクトップも標準搭載されている。タスクバー内にツールバー（クイック起動、デスクトップなど特定のフォルダの内容が表示される）を追加できたり、デスクトップに任意のWebページを貼り付けたり、Windows bitmap形式以外の画像（JPEG等）やHTMLドキュメントを壁紙として使用できるなどの機能がある。またエクスプローラにIEの「お気に入り」メニューが表示され、エクスプローラ バーにIEのお気に入りや履歴を表示することもできる。
デスクトップとWebの統合という概念はウェブブラウザの不当なシェア独占との兼ね合いで批判の的となった。またセキュリティ面の懸念もあり、クイック起動ツールバーなどを除いては多くの支持を受けたとは言い難い。
Windows Vista以降ではアクティブ デスクトップは削除された。エクスプローラにはIEとは別に管理されるお気に入りが導入された（フォルダへのショートカットを追加できるが、WebページのURLは追加できない）。デスクトップのWeb項目はガジェットに役目を譲り、あまり有効に活用されなかった前者とは違って大幅に機能性が向上した。

## 特徴

### Windows 95とWindows NT 4.0
Windows Explorer最初のバージョンである。プログラムマネージャとファイルマネージャを統合した。プログラムマネージャの機能はスタートメニューに、ファイルマネージャの機能はデスクトップに組み込まれ、従来のプログラムとの互換性を有する。NeXTSTEPのシェルをほぼ模倣したデザイン、Mac OSのFinderのような使い勝手を備える。ビル・ゲイツとスティーブ・ジョブズの仲が良く、またゲイツがジョブズの業績を高く評価していた故に実現した。
Windows NT 4.0のWindows ExplorerはWindows 95版と同一のものに、セキュリティ設定機能を追加したもの。複数のユーザーがスタートメニューを共有できるよう、標準状態、全ユーザの設定状態、個別ユーザ毎の設定を保持出来る様に変更。

### Windows 98
Windowsネットワークブラウザ機能が追加された。Windows CEが備えるタスクバーでウィンドウの最小化・復元の機能が反映された。ディレクトリのリンクを展開して表示出来る様になった。
Microsoft Plus! for Windows 98をインストールすると圧縮フォルダ機能（エクスプローラでZIPの閲覧・解凍や部分解凍・圧縮ができる）が追加される。Windows 2000以降では圧縮フォルダは標準搭載されている。なおPlus!を導入しなくてもCAB形式の閲覧・解凍は可能。

### Windows 2000とWindows Me
検索枠の追加。Windows 2000のWindows Explorerのみ、ビデオファイルやサウンドファイルのプレビューの為のメディアプレーヤが組み込まれている。

### Windows XPとWindows Server 2003/R2
Windows XPからスタートメニューが拡張され、縦長2列の大きなメニューが開かれるようになった。従来デスクトップに配置されていたマイドキュメントやマイコンピュータなどのフォルダが項目として表示されるほか、過去に利用していたアプリケーションをリストアップする機能が追加され、これらが標準となった。一部の項目をリスト項目に変更したり非表示とすることができるほか、スタートメニュー自体を従来の1列のデザインに戻す事もできる。Lunaのほか、XPから導入されたUIのスキン機能に完全対応している。
Windows Server 2003はWindows XPと同一のものであるが、検索コンパニオンとテーマの利用を標準で無効にしたもの。
タスクパネル
ファイルやフォルダの変更や頻繁に参照される個所へのリンクや、ファイルの詳細を表示する領域が追加された。
検索コンパニオン
ファイル検索を行う領域にコンパニオンを表示するようになった。このコンパニオンはMicrosoft Officeにあったコンパニオンの他、新たに追加されたものもある。
画像表示
画像表示は二種類あり、ファイルアイコンに直接表示するものとフォルダアイコンに直接表示するものが追加された。フォルダアイコンはアイコンのサイズを大きくした場合にのみ処理される。
Web発行
Webホスティングを行うサービスプロバイダにファイルをアップロードするための機能。FTPやHTTPを利用してWeb発行ウィザードを使用して任意のファイルを正しくアップロードする。
その他の変更
Windows Explorer上でCD又はDVDへのファイルの書き込みを行う機能が追加された。

### Windows VistaとWindows Server 2008
Windows Aeroの導入に伴いインターフェースが大幅に変更された。
検索
Explorerの上部に検索ボックスを設置した。また、以前からあった検索機能についても、検索コンパニオンを廃して、検索機能に特化するように新たに設計された。メタデータ検索と全文検索の両方を行うようにも変更された。
レイアウトの変更
- ツールバーには頻繁に使用するためのボタンのみを表示し、メニューバーを標準で表示しないように変更された。またXP以前ではボタンの追加・削除やレイアウトの変更が可能だったツールバーのカスタマイズが不可能となった。
- アドレスバーはフォルダ名またはフルパスを表示するだけの従来のものに代わり、パンくずリストと呼ばれるフォルダ等のツリー構造をたどりやすい表示形式が導入された。
- 直下のアドレスバーに現在のパスが表示されるため、タイトルバーには何も表示されなくなった。（ただし、クラシック スタイル適用時は従来通りフォルダ名が表示される。）
- ウィンドウ下部の詳細ペインは従来のステータスバーに代わるもので、より多くのファイル情報を表示できるほか、JPEGファイル・Microsoft Office文書等の詳細情報やMP3ファイルのID3タグ等をプロパティを開かずに編集できる。なお従来のステータスバーも残されている。
- ナビゲーション ペイン… XP以前ではエクスプローラ バーと呼ばれていたウィンドウ左側の領域には、お気に入り（よく使うフォルダへのリンク）と現在位置までのフォルダツリーが上下に並んでいる。

アイコン
アイコンのサイズを以前よりも大きな表示に対応するようになった。デフォルトのアイコンサイズもXP以前より大きくなった。
フォルダの種類
フォルダに含まれるファイルの種類によって「ミュージック」「ビデオ」「ピクチャ」などが自動的に設定され、それらに最適化した表示形式に変更される。例えばビデオやピクチャの場合は大きなサムネイルプレビューが表示される。
フォルダごとに種類をカスタマイズすることは可能だが、変更の保存数に上限があるため設定が古い方から失われ、使い慣れた表示形式が突然変わってしまう現象が度々発生する。レジストリの変更により無効化し、全てのフォルダの表示形式を統一することもできる。
コントロール パネルの統合
コントロール パネル内の様々な設定項目がエクスプローラの単一ウィンドウ内で操作できるようになった。ただし詳細な設定は従来通りダイアログボックスを開いて行う。Microsoft UpdateもInternet Explorerではなくエクスプローラ内で操作が完結するようになった。
ファイルの関連付け管理の変更
ファイル形式の関連付けを管理する機能がXP以前のフォルダオプションからコントロールパネルの「既定のプログラム」に移された。デフォルトで開く以外のアクションやファイルアイコンの変更が不可能になり、それらを変更するにはレジストリを直接編集するかサードパーティー製のソフトウェアが必要となった。
複数起動の抑制
例えばデスクトップにあるフォルダのショートカットをダブルクリックし続けると、XP以前では同じフォルダを表示するエクスプローラのウィンドウをいくつでも開くことができるが、Vistaでは既に開いているウィンドウを最前面にするだけになり、同じ内容のウィンドウが複数立ち上がるのを防ぐようになった。
その他の変更
「マイ コンピュータ」のアイコンが「コンピューター」に改称された。
Vista SP2からBlu-ray Disc (BD-R・BD-RE) の書き込みに対応した。

### Windows 7とWindows Server 2008 R2
名称の変更
2008年7月25日にマイクロソフト日本法人が発表した新しい長音の表記基準に基づき、日本語版では「エクスプローラー」と表記が変更された。関連する用語も「コンピューター」「フォルダー」など長音が付加された。
ライブラリ
複数の場所にあるメディアファイルやドキュメントをライブラリに追加すれば一元的に管理できる。デフォルトではエクスプローラーを開くとライブラリが表示される。Vistaへの搭載を断念したWinFSの機能を限定的に実現した形。
ナビゲーション ペイン
Vistaのナビゲーション ペインを改良し、お気に入り・ライブラリ・ホームグループ・フォルダーツリー・ネットワークがまとめて表示される。
デスクトップ ガジェット
Windows サイドバーと統合し、ガジェットは初めからデスクトップの任意の位置に追加できる。
その他の変更
ファイルのプロパティや詳細ペインでの情報表示がAACやDivXなどの新しい形式に対応。
Windows XPでは「Microsoft 圧縮 (LZH 形式) フォルダ」として提供されたLHA形式の圧縮ファイルの表示・解凍に標準で対応。
ファイルの更新時刻などの秒の表示ができなくなった。ただしファイルシステム自体には秒以下も記録されているので、サードパーティ製ソフトなどを使うことによって知ることもできる。

### Windows 8とWindows Server 2012
原題での正式名称の変更
本バージョンから英語版での正式名称が「Windows Explorer」から「File Explorer」となった。
レイアウトの変更
最大の変更点は、Microsoft Office 2010 のアプリケーションと同様にコマンドボタンはウィンドウ上部のリボンにまとめられている点である。タブは何もしない時が2つ、選択するファイルによって変わる。
スタートメニューの廃止
画面左下のスタートメニューが無くなり、スタート画面からデスクトップを選択する事でWindows Explorerにアクセス出来るようになった。スタート画面は全画面を占有し、またアプリの種類によってはスクロールさせないといけない等、全世界から多いに不評を買った。
God Modeの追加
新規フォルダを作成して、 GodMode.{ED7BA470-8E54-465E-825C-99712043E01C} という名前に変更すると、モダンアプリやプロパティ、コントロールパネルに散乱してしまったシステム設定を一括してアクセスできる特殊なフォルダーを作れる。これはWindows 10でも継承されている。

### Windows 8.1とWindows Server 2012 R2
名称の変更
Windows 7やWindows 8では「コンピューター」と表示されていた場所が、日本語版は「PC」になり、英語版は「This PC」になった。
スタートボタンの復活
スタートボタンを押すと、スタート画面が呼び出される様になった。これもまた全世界から「これは違う」と不評を買った。

### Windows 10とWindows Server 2016以降
スタートメニューの復活
Windows 7のスタートメニューとWindows 8のスタート画面の折衷を取ったデザインになった。スタートボタンを押すと、左半分はWindows 7ライクの物が、右半分はWindows 8のスタート画面の両方が表示され、全画面を占有しなくなった。従来Windows 7のメニュー右側にあったクイックスタート項目はエクスプローラーの各ウインドウに個別にクイックアクセスとして表示される。Microsoftは公式公開と共に従来の使い勝手が復活したと宣言した。
カスタマイズ
スタートメニューやエクスプローラーウインドウの挙動はWindows 7にまで遡って機能やレイアウトのカスタマイズが出来る。またサイズが可変になり、情報が表示しきれなくなるとスクロールバーが現れる。タブレットモードにする事で指で操作しやすいWindows 8のスタート画面にする事もできる。
LHA形式の廃止
Creators Update以降、Windows 7で対応したLHA（LZH）形式の圧縮ファイルの表示・解凍機能が削除された。
バージョン1507
最後のテクニカルプレビュー・最初の公式公開バージョン。
Cortanaが完全実装され、英欧圏のみのサポートであったCortanaが国際化された。音声認識でWinows内外への情報にアクセスできる。特にキーボードを備えないデバイスでWindowsのオブジェクトへのアクセスが格段に容易になった。例えばコントロールパネルを開く時、マイクアイコンをタップして「コントロールパネル」としゃべると、コントロールパネルへのリンクが提示される。
バージョン1809
ダークテーマが採用された。

### Windows 11
レイアウトの変更
Windows 8から採用されたリボンUIが廃止され、大きなアイコンが並んだシンプルなメニューへと変更された。 エクスプローラーの一覧表示のファイルの空白の間隔はWindows 10と比較するとやや大きくなっている。
タブ機能
タブ機能に対応した。
コンテキストメニュー
コンテキストメニューも刷新され、シンプルな表示のものへと変更された。

#### RedStone(開発中)
VR技術の統合
デスクトップ環境を網膜投影VRデバイスにより、現実の空間と統合した、新しいエクスプローラーが公開された。

## 拡張性
Windows Explorerは、「Windowsシェル拡張」によって標準では持っていない機能を追加できる。シェル拡張は、エクスプローラに対するプラグインとして機能するCOMオブジェクトである 。
シェル拡張には、次のような形態が存在する: プレビューハンドラ、コンテキストメニューアイテム、ツールバー、シェル名前空間拡張。なお、名前空間拡張とは、特定のフォルダ（ファイルシステム上の存在に限らない、たとえばスキャナーで取り込んだ画像など）を特殊フォルダとして扱うようにする機能である。さらに、エクスプローラには、メタデータをファイル本体とは別にNTFSの代替データストリームに保存する機能が存在する。
プレビューハンドラはファイルからサムネイルの展開を行う。このサムネイルは、ファイルが選択されたりサムネイルビューがアクティブになったときに表示される。プレビューハンドラはファイルタイプ毎に行う必要がある。コンテキストメニューアイテムは特定のファイルの種類、または全ファイルを対象に、あるファイルを選択したときのメニュー（メニューバーのファイルまたは右クリックなどによるコンテキストメニュー）に項目を追加する拡張である。Vistaからシェル拡張の種類にプロパティハンドラが追加された。これは特定のファイルの種類で、ファイルのメタデータを抽出するもので、詳細表示の項目に加えられる。
シェル名前空間拡張は、エクスプローラ上でフォルダ様にデータを表示させたり（取り扱う対象が実在するファイルである必要はない）、あるいは実在するファイルの構成とは異なった表示を行ったりするためのシェル拡張である。「マイ コンピュータ」や「ネットワーク プレース」のような特殊フォルダは、Windowsエクスプローラ自身がシェル名前空間拡張を実装したものである。例えば、バージョン管理システムでは、エクスプローラで各リビジョンを閲覧できるようにするために名前空間拡張を用いているものもある。名前空間拡張を提供するには、IPersistFolder、IShellView、IShellFolder、IShellBrowser、IOleWindow などといったCOMインタフェースを実装する必要がある。これらは、表示させようとするデータに対して、フォルダとしての操作のロジックを提供するために必要とされる。そして、Windowsエクスプローラは必要に応じてこれらを実装したCOMオブジェクトを実体化（インスタンスを生成）する。
WindowsエクスプローラはCOMインタフェースを拡張を行う起点として扱っているため、.NET FrameworkでもCOM Interopを用いてシェル拡張の作成が可能である。マイクロソフト自身も「Photo Info tool」のような.NET Framework上で動作するシェル拡張を作成している。それにもかかわらず、現在、.NET Frameworkを用いてのシェル拡張の作成は推奨されていない。これは、1つのプロセス内で実行できるCLRは1つのバージョンのみという制限にちなむ。同時に読み込まれる複数のシェル拡張が別々のバージョンのCLRを用いる、CLRバージョンの衝突が引き起こされてしまうためである。